# جيامباولو بوزو
جيامباولو بوزو (بالإيطالية: Giampaolo Pozzo)‏ (من مواليد 21 مايو 1941) رجل أعمال إيطالي يملك نادي اودينيزي لكرة القدم. وابنه جينو هو مالك نادي واتفورد في إنجلترا. في عام 2008 باع بوزو ممتلكاته لشركة بوش . 

## انظر ايضاً
- قائمة ملاك أندية كرة القدم الإيطالية